# NGC 2084
NGC 2084 est une nébuleuse en émission située dans la constellation de la Dorade. NGC 2084 a été découverte par l'astronome britannique John Herschel en 1835. Il est aussi possible que cette nébuleuse ait été découverte par James Dunlop le 24 septembre 1826.
NGC 2084 fait partie du groupe de nébuleuses de NGC 2079 qui comprend aussi NGC 2078, NGC 2079 et NGC 2083,. 